# شهاب‌الدین محمود بن فهد
شهاب‌الدین، محمود بن فَهد دمشقی (۱۲۴۶ - ۱۳۲۵) فقیه، زبان‌شناس، ادیب، نویسنده و شاعر شامی بود.